# Tulnik
Tulnik falu Horvátországban, Pozsega-Szlavónia megyében. Közigazgatásilag Pleterniceszentmiklóshoz tartozik.

## Fekvése
Pozsegától légvonalban 17, közúton 23 km-re keletre, községközpontjától légvonalban 8, közúton 10 km-re északkeletre, a Pozsegáról Diakóvárra menő főúttól északra, a Dilj-hegység északi lejtőin és a Longya mellékvize a Jeličinac-patak völgyében fekszik.

## Története
A falutól keletre a „Mula i Kršnjak” nevű régészeti lelőhelyen történelem előtti települések maradványait találták meg. Ezen a területen nyolc halomsír található, melyek a Pozsegai-medence peremén található Longya-pataktól a Dilj-hegység lejtőjéig sorakoznak. Átmérőjük 20-tól 70 méterig, magasságuk 2-től 8 méterig terjed. A halomsírok közelében két nagyobb történelem előtti település nyomai látszanak, mely közül az egyik a rézkori Lasinja kultúrához, a másik a késő bronzkori urnamezős kultúrához tartozik. A települések egyértelmű bizonyítékai a házak maradványai, a cseréptöredékek és az itt talált bronztűk. Ezen a lelőhelyen a további régészeti feltárások még több értékes lelettel kecsegtetnek.
A falut helyiek Tulnicinak nevezik és így szerepel a régi iratokban is. Hivatalos neve viszont Tulnik, ahogyan első említésekor 1545-ös török defterben szerepel. A középkori forrásokban nem találunk Tulnik nevű falut, ezért elképzelhető, hogy ekkor még más neve volt. A népi hagyomány a falu nevét úgy magyarázza, hogy a Ruševóról a hegyi ösvényen Vrčindolba menő ferences barátok a falu felett fújták (tulio) meg kürtjüket jelezve, hogy a nép gyűljön össze az istentiszteletre. Ezt a hegyi ösvényt ma is „Fratrova staza”-nak, azaz barátok ösvényének nevezik.
1698-ban „Tulniczi” néven 6 portával szerepel a török uralom alól felszabadított szlavóniai települések összeírásában. A török alóli felszabadulás után a bécsi kamara birtoka volt. 1702-ben 9, 1730-ban 12, 1746-ban 20 ház állt a településen.
Az első katonai felmérés térképén „Dorf Tulniki” néven található. Lipszky János 1808-ban Budán kiadott repertóriumában „Tulnik” néven szerepel. Nagy Lajos 1829-ben kiadott művében „Tulnik” néven összesen 26 házzal, 209 katolikus vallású lakossal találjuk. A 19. században Morvaországból cseh nyelvű lakosság telepedett ide.
A településnek 1857-ben 218, 1910-ben 254 lakosa volt. 1910-ben a népszámlálás adatai szerint lakosságának 91%-a horvát, 8%-a cseh, 1%-a magyar anyanyelvű volt. Pozsega vármegye Pozsegai járásának része volt. Az első világháború után 1918-ban az új szerb-horvát-szlovén állam, majd később (1929-ben) Jugoszlávia része lett. 1991-ben teljes lakossága horvát nemzetiségű volt. A településnek 2011-ben 22, többnyire idős lakosa volt, akik főként a mezőgazdaságból éltek.

## Lakossága
| Lakosság változása | Lakosság változása | Lakosság változása | Lakosság változása | Lakosság változása | Lakosság változása | Lakosság változása | Lakosság változása | Lakosság változása | Lakosság változása | Lakosság változása | Lakosság változása | Lakosság változása | Lakosság változása | Lakosság változása | Lakosság változása |
| ------------------ | ------------------ | ------------------ | ------------------ | ------------------ | ------------------ | ------------------ | ------------------ | ------------------ | ------------------ | ------------------ | ------------------ | ------------------ | ------------------ | ------------------ | ------------------ |
| 1857               | 1869               | 1880               | 1890               | 1900               | 1910               | 1921               | 1931               | 1948               | 1953               | 1961               | 1971               | 1981               | 1991               | 2001               | 2011               |
| 218                | 219                | 193                | 209                | 199                | 254                | 244                | 251                | 192                | 186                | 171                | 132                | 70                 | 50                 | 35                 | 22                 |

## Nevezetességei
Szent Péter és Pál apostolok tiszteletére szentelt római katolikus kápolnája a 18. században épült. Először 1730-ban említik, tornyát 1760 körül építették. Körülötte található a falu temetője. Ma a falutól északnyugatra emelkedő magaslaton elhagyottan, romos állapotban áll.